# Pascalina Lehnert
Madre Pascalina (o Pascualina) Lehnert de seglar Josefina Lehnert (Ebersberg, Baviera, 25 de agosto de 1894 - Viena, 13 de noviembre de 1983) fue una monja alemana, ama de llaves y asistente del papa Pío XII, su amiga y consejera durante 41 años. 
Entre los años 1944 y 1958 lideró la Magazzino del Pontificia Commissione di Assistenza, una organización pontificia internacional de ayuda.
Durante su estancia en la Ciudad del Vaticano (1929-1958) fue considerada como una persona influyente.

## Biografía

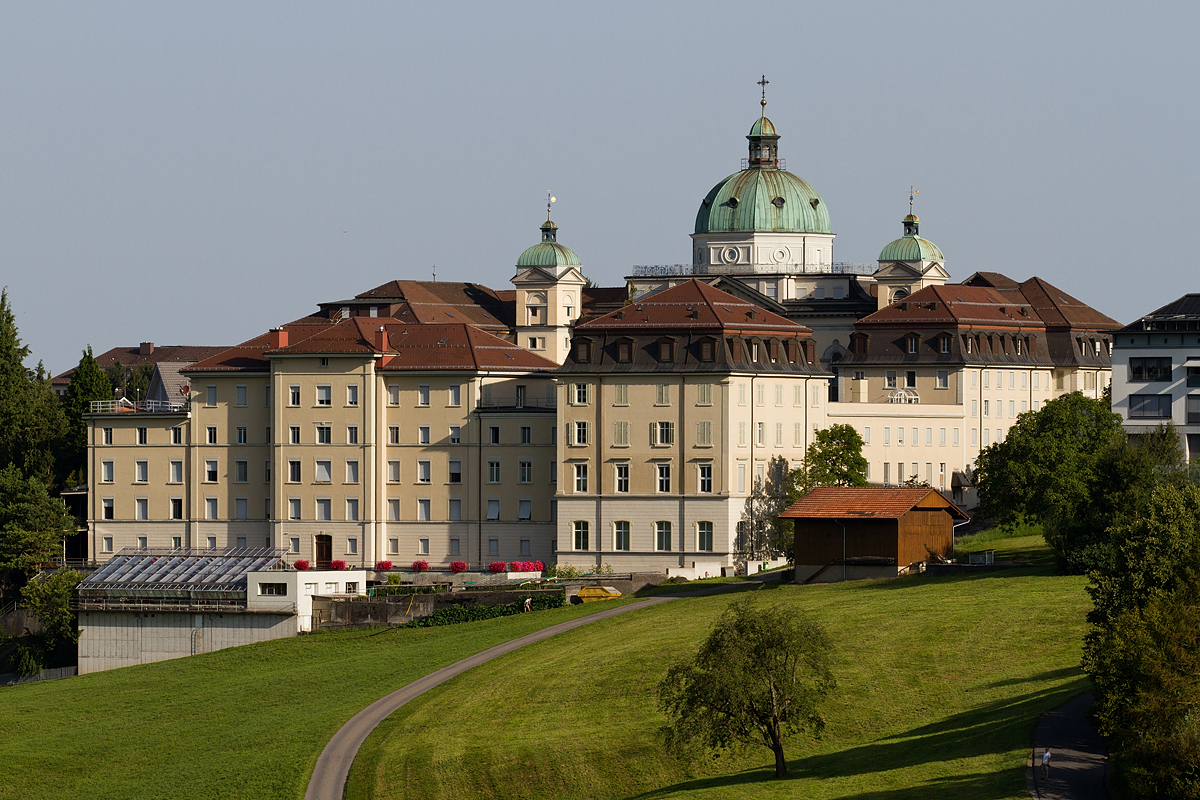
Lehrschwesterninstitut (1844) en la capital provincial de la Hermanas de la Santa Cruz.

Josefina Lehnert, hija de un cartero, quiso a los quince años de edad formar parte de la Orden Franciscana, considerada por ella como la más humilde.
Sin embargo fue admitida en la congregación docente de las Hermanas de la Santa Cruz (Schwestern vom Heiligen Kreuz) tomando sus votos con el nombre de Pascalina. En el monasterio de Menzingen, en la comuna suiza del cantón de Zug, aprendió cocina, costura y limpieza.
Hermana de la Santa Cruz, en 1918 fue destinada a Múnich para trabajar el servicio del Nuncio Apostólico ante el rey Luis III de Baviera monseñor Eugenio Pacelli, futuro Pío XII, permaneciendo a su servicio durante más de cuarenta años.

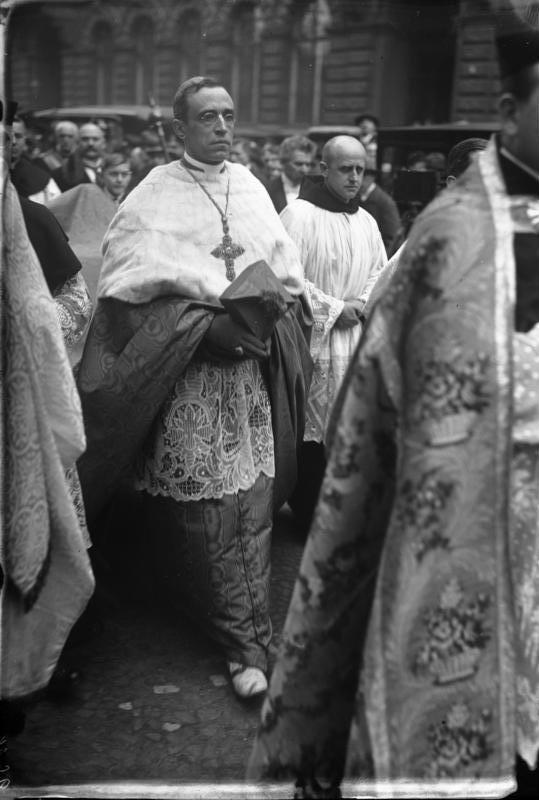
El nuncio en 1925.

La Liga Espartaquista (Spartakusbund en alemán) formada por los comunistas alemanes promueve la revolución contra el débil gobierno republicano de Baviera, asaltando la nunciatura. Pacelli se opuso y durante el forcejeo recibe la ayuda de sor Pascualina que se interpone entre el nuncio y los asaltantes.

"...campesina bávara de pura cepa, sor Pascualina Lehnert, que con otras religiosas acababa de entrar al servicio del Nuncio y había quedado, desde el primer momento, fascinada por él. Sor Pascualina, famosa por su belleza, por su espiritualidad y su energía (y menos famosa por su cocina germánica) ya no se apartó de la vida de Pacelli hasta la muerte del futuro Papa; le ayudó a evadirse de sus depresiones, moldeó su carácter y sus ideales, desopreció como él, las inevitables maledicencias romanas sobre su profunda amistad y esribió, ya anciana, unas deliciosas memorias..."
De la Cierva,

## Organizadora y gobernadora
Instalada en el apartamento pontificio como ama de llaves, Pacelli le otorgó toda su confianza, desempeñando los papeles de secretaria y confidente, siendo la organizadora y gobernadora indiscutible del entorno del Papa, sin llegar abusar de esta posición ventajosa, pero haciéndose ganar el respeto de los grandes prebostes de la Curia. Sirve la anécdota de la sonora bofetada que propinó a su gran rival el cardenal de Francia, Eugène Tisserant, Gran maestre de la Orden del Santo Sepulcro de Jerusalén.

"...Es conocido el dicho: Detrás de todo gran hombre hay una gran mujer. Pío XII fue grande por muchos conceptos, aunque algunos ahora discuten su envergadura. Al menos no se le podrá negar haber sido el pontífice que mejor encarnó la idea de grandeza unida tradicionalmente al Papado. Pues bien, detrás de Eugenio Pacelli se escondía una mujer más bien diminuta, pero con un temple de acero y una voluntad a toda prueba: sor Pascualina Lehnert, monja de la congregación de las Hermanas de la Santa Cruz de Menzingen..."
José-Apeles Santolaria de Puey y Cruells.

Discreta y silenciosa, simpatiza con el futuro cardenal de Nueva York Francis Spellman. Uno de sus rivales más tenaces fue Montini.[cita requerida]
Tras su muerte, recibió cristiana sepultura en el Cementerio Teutónico de la Ciudad del Vaticano.

## Escritos
- Pascalina Lehnert: Ich durfte ihm dienen, Erinnerungen an Papst Pius XII, Naumann, Würzburg 1986. ISBN 978-3-88567041-4.